# Paweł Wypych

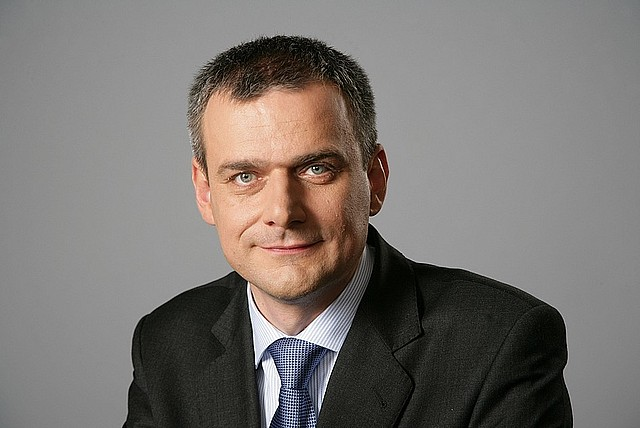
Paweł Wypych

Paweł Wypych (Otwock, 20 februari 1968 - Smolensk, 10 april 2010) was een Pools politicus, viceminister en vanaf 2009 staatssecretaris van kanselarij van Polen.
Wypych kwam, samen met een groot aantal andere hoogwaardigheidsbekleders, om het leven toen een Pools regeringsvliegtuig nabij de luchthaven van het Russische Smolensk neerstortte.
- Virtual International Authority File: 34146332914618732188